# West Texas Intermediate
Il West Texas Intermediate (WTI), anche noto come Texas Light Sweet, è un tipo di petrolio prodotto in Texas e utilizzato come benchmark nel prezzo del petrolio, sul mercato dei futures del NYMEX. È una materia prima di elevata qualità dalla cui raffinazione si ottiene un'alta percentuale di benzine e gasolio leggero. Il WTI nasce come petrolio estratto negli USA ed è scambiato a Cushing in Oklahoma dove viene fissato il prezzo per il NYMEX. Sul mercato esistono molti tipi di petrolio, ma a livello di scambi internazionali i più importanti sono il Brent e il WTI.